# لوید باتلر
لوید باتلر (انگلیسی: Lloyd Butler; ۱۱ نوامبر ۱۹۲۴ – ۱۹ مهٔ ۱۹۹۱) قایقران روئینگ اهل ایالات متحده آمریکا بود.